# Veli Barjak
Veli Barjak je nenaseljeni otočić u hrvatskom dijelu Jadranskog mora. Veliki Barjak nalazi se oko 0,4 km zapadno od otoka Visa. U blizini se nalazi otočić Mali Barjak.
Njegova površina iznosi 0,018116 km2. Dužina obalne crte iznosi 0,58 km, a visina 6 metara.